# بسنورکا
بسنورکا (به لاتین: Besnurka) یک منطقهٔ مسکونی در بلغارستان است که در چرنا نیوا واقع شده‌است. بسنورکا ۲٫۷۱۵ کیلومتر مربع مساحت و ۴ نفر جمعیت دارد.